# Цифровий детокс

Цифровий детокс – це час проведений без цифрових пристроїв, таких як смартфони.

Цифровий детокс – це період часу, коли людина добровільно утримується від використання цифрових пристроїв, таких як смартфони, комп’ютери та соціальних мереж.   Ця форма детоксикації набула популярності, оскільки люди більше часу проводять за цифровими пристроями та в Інтернеті.

## Передісторія
Опитування, проведене компанією Deloitte у 2015 році, виявило, що близько 59% користувачів смартфонів заходять у соціальні мережі за п’ять хвилин до сну та протягом 30 хвилин після того, як прокинулись. 

## Мотиви
Мотиви для початку цифрового детоксу:   
- Занепокоєння щодо розвитку адиктивної поведінки, яку деякі ідентифікують як розлад Інтернет-залежності [7]
- З метою зменшити стрес та тривожність, що  викликані  надмірним використанням гаджетів [8]
- Переорієнтація на соціальні взаємодії та активності офлайн
- Відновлення зв’язку з природою
- Підвищення самосвідомості
- Покращення здатності до навчання шляхом зменшення відволікальних факторів й усунення мультизадачності [9] [10]

## Потенційні наслідки для здоров'я

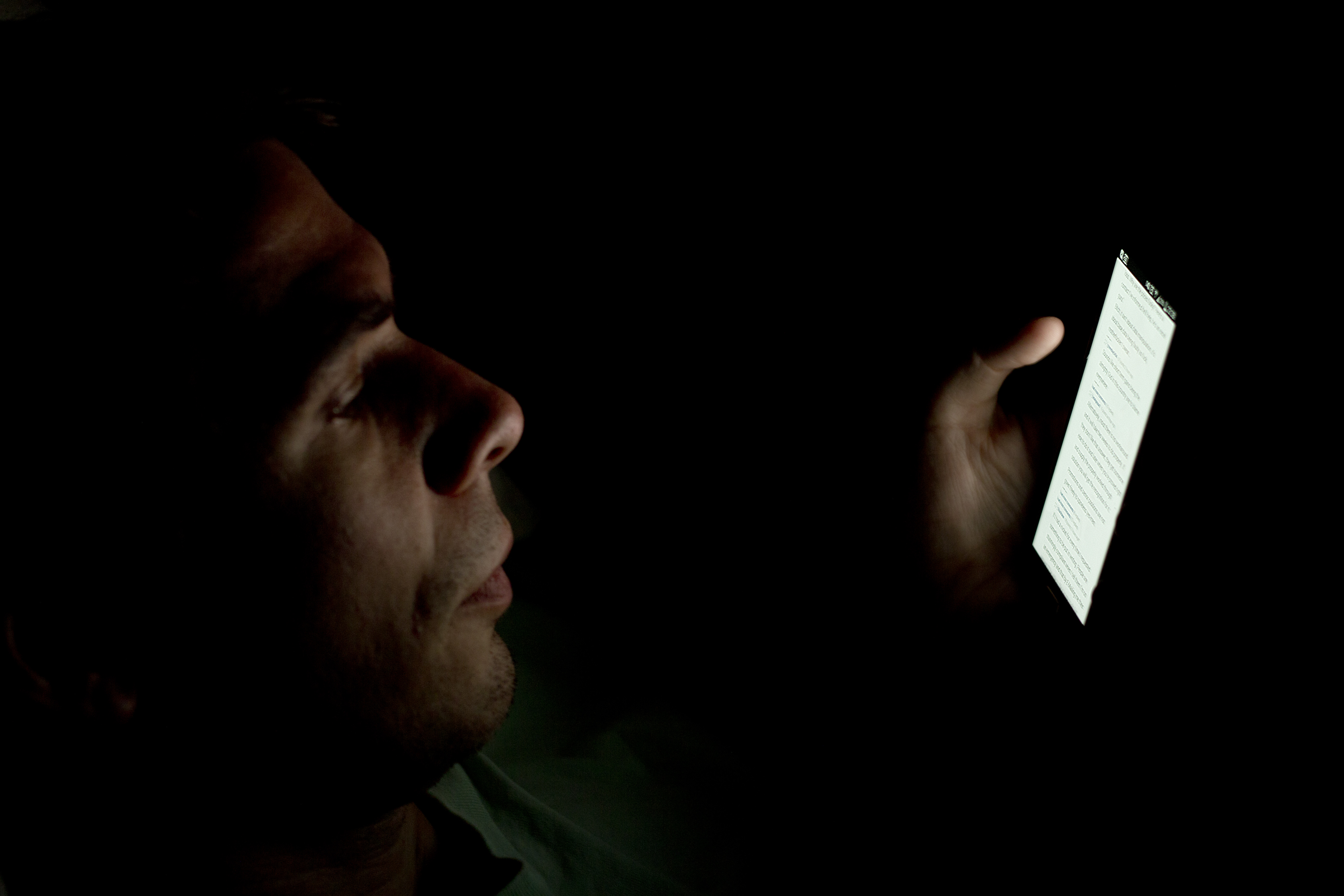
Використання смартфона може порушити сон та викликати проблеми із зором.

Виявлено, що тривале надмірне використання гаджетів погіршує якість сну, навантажує очі і спричиняє проблеми із зором, а також призводить до зростання частоти мігреней.  Попереднє опитування понад 7000 учасників показало, що приблизно 70% тих, хто використовує гаджети, які мають екрани, зазнали «цифрового напруження очей у результаті все більшого використання [технічних пристроїв з екранами]». 
Дослідження впливу популярних пристроїв, таких як смартфони й комп’ютери, на сон показало, що світло, яке випромінюють екрани, може пригнічувати вироблення гормону мелатоніну, важливого біохімічного регулятора, який контролює тривалість і характер циклів сну. 

## Потенційний вплив на стосунки
Опитування 145 дорослих американців, які були набрані через MTurk у 2016 році, показало, що задоволення від шлюбу може бути знижене, якщо один із партнерів «нехтує» іншим на користь смартфона. Така поведінка також була пов’язана із зростанням частоти депресії та зменшенням задоволення від життя. Було помічено, що стилі прияв'язаності учасників, про які вони самі повідомляли, мали такий вплив, що люди з тривожним стилем прив'язаності повідомляли про напруження конфлікту через мобільний телефон. 
Інше дослідження показало, що видима присутність мобільних пристроїв під час розмови може мати обмежувальний вплив на почуття єднання між тими, хто бере участь у розмові, а також на загальну якість діалогу. 

## Детоксикація в соціальних мережах
Підвидом цифрового детоксу є детоксикація в соціальних мережах, тобто період часу, коли люди добровільно утримуються від використання соціальних мереж.  В академічних дослідженнях детоксикація в соціальних мережах зазвичай згадується під назвою «невикористання соціальних мереж» і підпадає вона під категорію «Цифрового детоксу», що зосереджується саме на від'єднанні від соціальних мереж.
Дослідження Pew Research Center у 2019 році показало, що 69% дорослих у Сполучених Штатах користуються Facebook, 73% користуються YouTube і 37% користуються Instagram .  Дослідження 2012 року показало, що близько 60% користувачів Facebook хоча б раз докладали свідомих зусиль, щоб добровільно зробити перерву від Facebook на кілька тижнів або більше. Це називається «відмовою від медіа»,  а ті, хто не користується ними, відомі як «відмовники від соціальних медіа» , тобто ті, хто колись користувався соціальними мережами, але тепер добровільно відмовляється від них з різних причин. 

## Методи
Підвидом цифрового детоксу є детоксикація в соціальних мережах, коли особа добровільно утримується від використання соціальних мереж. До того ж, мотиви для виконання лише одного підвиду цифрового детоксу можуть бути пов’язані із загальним часом, проведеним у соціальних мережах, і пов’язаними психологічними наслідками. Використання соціальних мереж може призвести до інтернет-залежності та знизити продуктивність,   саме тому такі знаменитості, як Ед Ширан і Кендалл Дженнер, пройшли детокс в соціальних мережах і спонукали інших зробити те саме.  Більше того, комік Арі Шаффір привернув увагу тим, що відмовився від використання смартфона через занепокоєння, що витрачає на нього занадто багато часу, особливо на соціальні мережі.  Згідно зі статистичними даними, багато користувачів соціальних мереж відвідують їх платформи кілька разів на день, а саме 68% користувачів Snapchat і 50% користувачів Facebook роблять так.  Згідно з дослідженням Pew Research Center у 2019 році, 73% дорослих у Сполучених Штатах використовують YouTube, 37% – Instagram і 69% – Facebook, причому приблизно 60% користувачів Facebook намагаються пройти детоксикацію в соціальних мережах.
З іншого боку, більшість експертів погоджується, що помірність є набагато ефективнішим методом детоксикації, ніж повна відмова від технологій.     Один із способів приборкання надмірного використання цифрових пристроїв – це «передати» деякі шляхи використання смартфона нецифровим засобам. У 2019 році Google анонсувала «паперовий телефон», який може містити плани на кожен день, інструкції та інші шляхи використання, щоб люди менше покладалися на свій смартфон. 
Окрім цього, можуть допомогти спеціально відведені «священні місця», де використання смартфонів суворо заборонено.
Нещодавно в індустрії туризму знайшлася ніша на ринку для «туристичних пакетів з цифрової  детоксикації», де туристи відключаються від своїх інформаційно-комунікаційних технологій, подорожуючи у віддалені місцевості. Дослідження, проведене в Університеті Ноттінгема в Нінбо, Китай, виявило, що найбільшими мотиваторами для того, щоб вирушити на відпустку з цифрового детоксу є самосвідомість, технострес, релаксація та самовираження. 

## Критика
У 2010-х роках технології та соціальні мережі стали невід’ємним аспектом повсякденного життя, і, таким чином, рішення утриматися від використання технологій або соціальних мереж стало свідомим вибором стилю життя , що віддзеркалює бажання до вибіркового та зворотного відключення.  Безсумнівно, в епоху цифрових технологій соціальні мережі відіграють життєво важливу роль у зміцненні соціального капіталу, підтримці зв’язків  і керуванні враженнями.  Вчені сперечаються щодо важливісті підтримки певного рівня відволікального фактору, який соціальні мережі можуть забезпечити для збалансованого стану тіла та розуму , а деякі вчені навіть ведуть дискусію про те, що соціальні мережі є необхідними, і їх не слід повністю виключати.  Зважаючи на це, багато вчених вважають, що помірність у користуванні соціальними мережами є необхідною, перш за все через те, що метою платформ соціальних мереж є заохочення до неперервного використання за допомогою лайків, сповіщень і нескінченного гортання.  Більше того, щоб зменшити наслідки цих функцій, які викликають звикання, платформи соціальних мереж, такі як Instagram, почали досліджувати альтернативні методи, такі як невидимі лайки до публікації користувача, щоб змістити фокус від постійних сповіщень і лайків. 
Деякі компанії навіть запустили рухи проти технологічної залежності. Наприклад, у жовтні 2019 року Google і Special Projects (удостоєна нагород студія дизайну та винаходів, розташована в Лондоні) випустили Paper Phone, продукт Google, який складається з роздрукованого аркуша паперу, складеного у вісім частин, який містить актуальну для вас інформацію, подібного до щоденного планувальника.  Мотивом проєкту було застосування смартфону в спрощеній і менш динамічній подачі. Крім того, інші проєкти зосереджуються на створенні  телефонів з меншою функціональністю або на ставленні людської природи та дизайну вище технологій. Однак деякі критики не погоджуються з підходом Google до явища цифрового детоксу, і натомість стверджують, що гармонії між використанням технологій і благополуччям можна досягти.  До того ж, ці критики вважають, що найкращий спосіб цифрового детоксу — пам’ятати про кількість часу, який витрачається на цифровий пристрій. 

## Дивитися також
- Відтерміноване задоволення
- Використання цифрових медіа та психічне здоров’я
- Дофамінове голодування
- Проблемне використання соціальних мереж
- День відключення